# Siggener Kreis
Der Siggener Kreis ist eine Gruppe aus Wissenschaftskommunikatoren, Wissenschaftlern und Wissenschaftsjournalisten, die sich jährlich auf dem holsteinischen Gut Siggen trifft, um über die Weiterentwicklung der Wissenschaftskommunikation in Deutschland zu diskutieren.

## Geschichte
Der Siggener Kreis entstand auf Initiative des Bundesverbandes Hochschulkommunikation und Wissenschaft im Dialog. Im Rahmen des Programms „Eine Woche Zeit“ der Alfred Toepfer Stiftung F.V.S. in Kooperation mit dem ZEIT Verlag kamen im Juli 2013 erstmals die Mitglieder des Siggener Kreises ohne Auftrag oder Mandat ihrer Institution zusammen, um fünf Tage lang über zentrale Themen und Trends, Chancen und Herausforderungen der Wissenschaftskommunikation zu debattieren. Seitdem folgten im jährlichen Abstand weitere Tagungen.

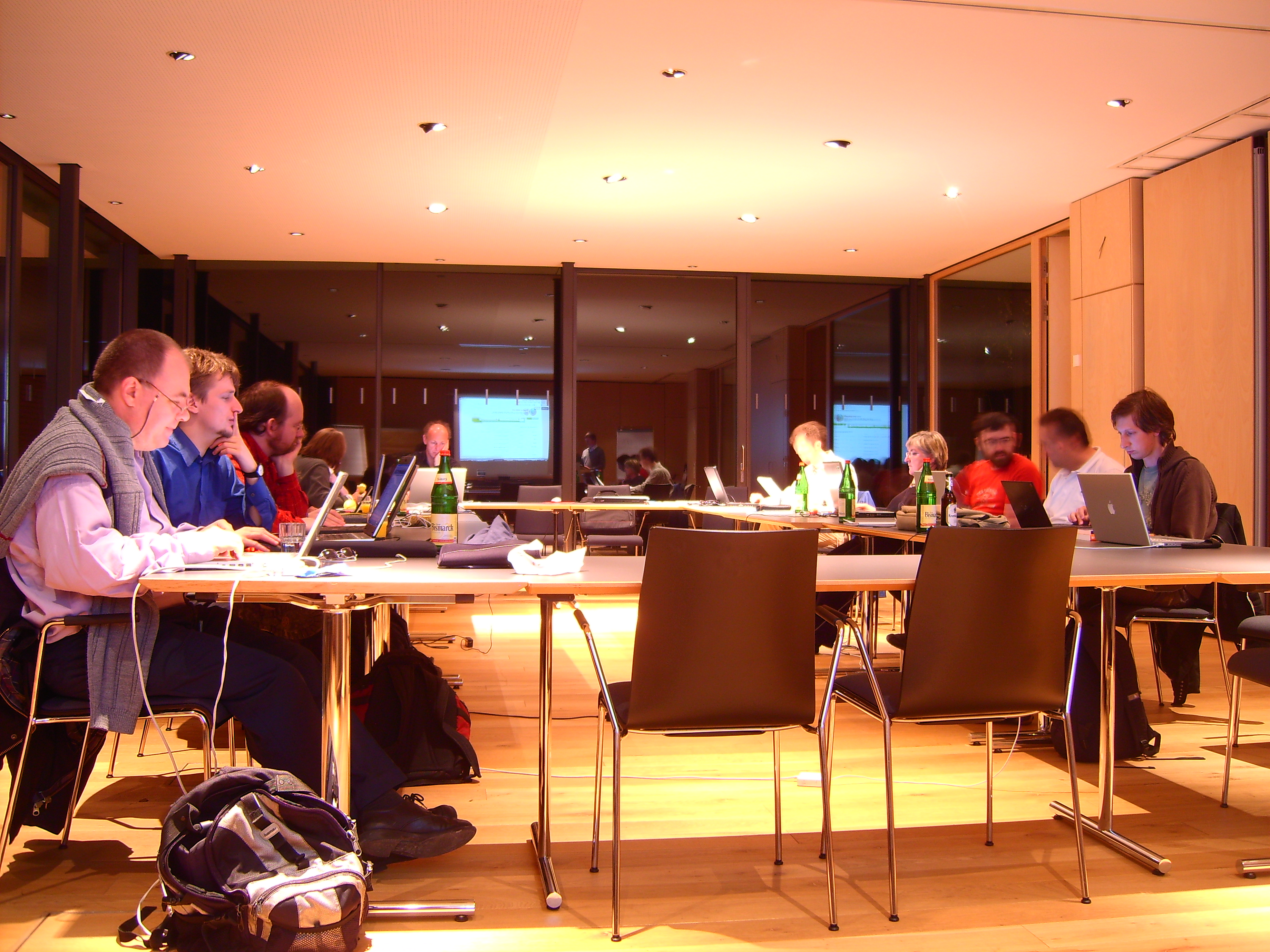
Teilnehmer des ursprünglichen Siggener Kreises im Jahr 2008

Unter dem Namen Siggener Kreis tagte im Jahr 2008 schon einmal eine andere Gruppe, die sich für eine verbesserte Zusammenarbeit zwischen Wissenschaft und Wikiprojekten einsetzte. Die Veranstaltung stand unter dem Titel „Neue Formen wissenschaftlicher Zusammenarbeit durch kollaborative Medien – Wie Wikipedia und andere Wikiprojekte die (Geistes-) Wissenschaften verändern (können)“.

## Mitglieder und Aktivitäten
Der Siggener Kreis versteht sich als überinstitutioneller Arbeitskreis. Die Mitglieder nehmen persönlich an der Denkwerkstatt teil und nicht als institutionelle Vertreter. Der Siggener Kreis ist keine abgeschlossene Gruppe. Neben bereits bei früheren Tagungen mitwirkenden Personen können jedes Jahr über eine Ausschreibung zur Teilnahme an den Workshops auch neue Mitglieder hinzukommen. Die jeweils aktuellen Teilnehmer sind in den Dokumentationen der Tagungen aufgeführt.
Bisherige Ergebnisse der Tagungen sind der Siggener Denkanstoß zur Zukunft der Wissenschaftskommunikation im Jahr 2013 und der Siggener Aufruf im Jahr 2014. Basierend auf dem „Siggener Aufruf“ hat ein überinstitutioneller Arbeitskreis „Leitlinien zur guten Wissenschafts-PR“ entwickelt.
Zudem wurden eine Reihe sogenannter Siggener Impulse veröffentlicht:
- 2015: "Wissenschaftskommunikation in Zeiten der Entgrenzung"[4]
- 2017: "Wissenschaft braucht Courage"[5]
- 2018: "WALK THE TALK – Chefsache Wissenschaftskommunikation"[6]
- 2019: "Künstliche Intelligenz als Herausforderung für die Wissenschaftskommunikation"[7]
- 2020: "Die Krise kommunizieren"[8]
- 2021: "Bilder in der Wissenschaftskommunikation"[9]
- 2022: "Hinter der Wissenschaftskommunikation"[10]
- 2023: "Das Verhältnis von Wissenschaft und Medien"[11]
- 2024: "Mythos Vertrauen"[12]

Die Anregungen des Siggener Kreises werden in den Diskussionen zur Wissenschaftskommunikation in Deutschland an verschiedener Stelle aufgegriffen, zum Beispiel seitens des Bundesministeriums für Bildung und Forschung oder in Blogs und Online-Magazinen zur Wissenschaftskommunikation. Auch in der wissenschaftlichen Fachliteratur werden die Überlegungen des Siggener Kreises aufgegriffen und diskutiert. Ebenso war das Arbeitspapier des Siggener Kreises Thema bei einem öffentlichen Fachgespräch zum Thema „Stand und Perspektiven der Wissenschaftskommunikation“ des Ausschusses für Bildung, Forschung und Technikfolgenabschätzung im Deutschen Bundestag.